# Чарльз Кох
Чарльз Кох (англ. Charles de Ganahl Koch, читається Коук /ˈkoʊk/, нар. 1 листопада 1935, Вічита, Седжуїк, Канзас, США) — американський підприємець-мільярдер і філантроп; співвласник, голова правління і CEO компанії Koch Industries. 
Його брат Девід Кох є його співвласником і виконавчим віце-президентом компанії. Брати успадкували бізнес від свого батька, Фреда Коха, творця нового методу виробництва бензину, і розширили його у 2600 разів у порівнянні з початковими показниками. Спочатку займаючись виключно хімічною та нафтовою промисловістю, сучасна Koch Industries займається дуже широким спектром напрямків діяльності: від виробництва полімерів до екологічних програм і скотарства.
За даними Forbes за 2010 рік, Koch Industries є другою приватною компанією в США за обсягом виторгу. Чарльз Кох — за станом на березень 2017 року — значиться під восьмим номером у списку найбагатших людей світу за оцінкою Forbes зі статком у 48,3 мільярда доларів.
Кох також активно займається благодійністю і написав книгу про власну філософію ведення бізнесу.